# Carl Ferdinand Appun
Carl Ferdinand Appun ( 24 de mayo de 1820 , Bolesławiec - † julio 1872 , Guayana) fue un naturalista y explorador alemán.

## Vida y obra
Appun estudió primero ciencias naturales, especialmente botánica. En 1849 es recomendado por Alexander von Humboldt al rey Federico Guillermo IV de Prusia como naturalista quien financia una expedición científica a Venezuela para continuar el trabajo realizado por Ferdinand Bellermann. Después de haber atravesado diferentes zonas en ese país durante diez años, pasará un año convaleciente en Alemania, y luego va a la Guayana Inglesa, explorándola como botánico para el gobierno británico. También viajó por partes de Brasil, en los ríos Branco y Negro, y navegó por el Amazonas desde Tabatinga en la frontera peruana. Durante una visita a Alemania, entre 1868 y 1871, publicó acerca de sus viajes una serie de artículos en diversas revistas. Su obra principal Unter den Tropen (En los trópicos), fue muy popular.
En 1871 emprendió un nuevo viaje de investigación a la Guayana Inglesa (hoy Guyana), donde fue asesinado en un viaje en el interior del país. Sus últimos trabajos fueron ensayos sobre los indios de Venezuela y la Guayana. Incluso hoy en día Appun en Venezuela, es considerado como uno de los descubridores de la flora y fauna del país y uno de los ríos del estado Zulia lleva su apellido castellanizado (río Apon).

## Obra
- Über die Behandlung von Sämerein und Pflanzen des tropischen Süd-Amerika, besonders Venezuela’s (Sobre el tratamiento de Sämerein de las plantas tropicales de América del Sur, especialmente en Venezuela). Bunzlau 1858
- Unter den Tropen: Wanderungen durch Venezuela, am Orinoco, durch Britisch Guyana und am Amazonenstrome in den Jahren 1849-1868 (En los trópicos: caminatas a través de Venezuela, el Orinoco, en la Guayana Británica y el río Amazonas en los años 1849-1868). Jena: Costenoble, 1871
  - Venezuela. Jena: Costenoble, 1871. Unter den Tropen; 1
  - Britisch Guyana. Jena: Costenoble, 1871. Unter den Tropen; 2
- Eduard Raimund Baierlein und Carl Ferdinand Appun: Bei den Indianern. Berlín; Leipzig: Hillger, 1915. Deutsche Jugendbücherei; Nr 104

## Honores

### Epónimos
Género
- (Rubiaceae) Appunia Hook.f.[1]

Especies
- (Araceae) Caladium appunianum Hort. ex Engl.[2]

- (Araceae) Philodendron appunii G.S.Bunting[3]

- (Arecaceae) Geonoma appuniana Dammer[4]

- (Bromeliaceae) Tillandsia appuniana Baker[5]

- (Lamiaceae) Vitex appuni Moldenke[6]

- (Rubiaceae) Pteridocalyx appunii Wernham[7]

- (Rubiaceae) Psychotria appuniana Steyerm.[8]

- (Viscaceae) Phoradendron appuni Trel.[9]

- La abreviatura «Appun» se emplea para indicar a Carl Ferdinand Appun como autoridad en la descripción y clasificación científica de los vegetales.[10]